# Heerhugowaard
Heerhugowaard  è stata una municipalità dei Paesi Bassi di 51 253 abitanti situata nella provincia dell'Olanda Settentrionale.
Nella parte sud di Heerhugowaard, sta nascendo la "Stad van de Zon", tradotto, la "Città del Sole", confinante con i comuni di Alkmaar e Langedijk, conta circa 1 600 abitanti, ed è un quartiere completamente autonomo ed ecocompatibile. Le abitazioni hanno titolo ISO++, e cioè attraverso fonti rinnovabili (pannelli solari, eolico) producono autonomamente l'energia che consumano.
Nata all'interno di un grande parco, le prime costruzioni sono iniziate nel 2002, e nel 2012 il quartiere dovrebbe essere completato. L'obiettivo è di diventare nel 2030, quartiere ad emissione 0. Per essere raggiunto, il quartiere è servito dal prolungamento della strada N508. Il parco ricreativo nel quale è situata la "Città del Sole", vanta 40 ettari di bosco, per passeggio, cicloturismo, pattinaggio, e mountainbike, 75 ettari di specchio d'acqua, per canottaggio, nuoto, con grandi prati, e una spiaggia in sabbia. È presente anche l'arena per i concerti "De waerdse tempel". Separata dalla zona ricreativa, c'è una parte di parco adibita alla preservazione delle locali specie vegetali e animali. La zona è servita da un depuratore autonomo, per garantire la purezza degli specchi d'acqua del parco.
È stata soppressa il 1º gennaio 2022 quando, insieme a Langedijk, è andato a costituire la nuova municipalità di Dijk en Waard.